# Собор Святых Мучеников
Собор Святых Мучеников (арм. Սրբոց Նահատակաց եկեղեցի) — собор Армянской католической церкви в Гюмри (Армения), кафедральный храм Ординариата Восточной Европы.

## История
Инициатором строительства собора Армянской католической церкви в Гюмри стал первый предстоятель Ординариата Восточной Европы архиепископ Нерсес Тер-Нерсесян. Подготовительные действия продолжил архиепископ Нехан Каракегеян. Строительные работы начались в 2010 году при поддержке Святого Престола, правительства Армении и первоиерарха Армянской Апостольской Церкви католикоса Гарегина II. Архитектурный проект собора принадлежит Акопу Дживаняну. Строительство было завершено в 2015 году при архиепископе Рафаэле Франсуа Минасяне, по решению которого собор посвящён святым мученикам.
На церемонии освящения собора, которую проводили кардинал Леонардо Сандри и Патриарх Армянской католической церкви Григор Бедрос XX, присутствовали официальные лица Армении, главы дипломатических миссий и международных организаций, аккредитованных в Армении, епископы Синода Армянской католической церкви, благотворители.

## Современное состояние
Церковь представляет собой кирпичное однонефное здание в форме восьмиугольника, увенчанное куполом. На территории собора находится колокольня с медными колоколами, изготовленными скульптором Артушем Папояном, а также памятный крест, установленный по случаю столетия геноцида армян.
В 2015 году папа римский Франциск подарил собору камень из собора Святого Петра, символизирующий единство. В июне 2016 года в рамках своего визита в Армению он посетил собор.